# Browser Ballot
Browser Ballot este un serviciu pus la dispoziție de compania producătoare de software Microsoft care permite aducerea altor browsere pe computerele cu sistemele de operare Windows XP/Vista/7. Browser Ballot a luat naștere la presiunile Comisiei Europene, care a cerut Microsoft să nu mai livreze Windows cu Internet Explorer sau să livreze Windows și cu alte browsere. Microsoft a decis să creeze Browser Ballot, o aplicație ce permite aducerea altor browsere folosind un site creat pentru acest scop de către Microsoft.

## Browsere incluse
Printre browserele incluse în Browser Ballot se numără Windows Internet Explorer, Mozilla Firefox, Google Chrome, Opera, Apple Safari, Maxthon Browser, Mozilla SeaMonkey și altele.

## Comportament
În Windows XP, Browser Ballot este adus ca o actualizare a sistemului de operare. Dacă actualizările se fac automat, atunci la următoarea pornire a sistemului, o scurtătură către aplicația Browser Choice, cum mai este denumită, va fi plasată pe spațiul de lucru. Browser Ballot nu face însă posibilă dezinstalarea browserului Internet Explorer. În Windows 7, Browser Ballot vine odată cu instalarea sistemului de operare, fiind eliminată scurtătura „lipită” în bara de instrumente a programului Internet Explorer și plasând o scurtătură către aplicație pe spațiul de lucru.